# Jamaica Say You Will (Jackson Browne)
Jamaica Say You Will è una celebre ballata scritta dal cantautore americano Jackson Browne per il suo album d'esordio del 1972, intitolato Jackson Browne.
Si tratta di una ballata per voce e piano molto dolce, nel pieno stile dell'artista. Nel 1975 Joe Cocker la ripropone al pubblico, nell'album Jamaica Say You Will, che prende il nome dalla stessa canzone.
La traccia nel 1972 non uscì come singolo, ma divenne negli anni uno dei classici più amati dell'artista americano.
È stata incisa anche dai The Byrds ed inclusa nell'album del 1971 Byrdmaniax.